# Asteroscopus obscura
Asteroscopus obscura är en fjärilsart som beskrevs av Hirschke 1910. Asteroscopus obscura ingår i släktet Asteroscopus och familjen nattflyn. Inga underarter finns listade i Catalogue of Life.